# Địa chấn khúc xạ
Địa chấn khúc xạ (Seismic Refraction) là một phương pháp của Địa vật lý Thăm dò, phát sóng địa chấn vào môi trường và bố trí thu trên mặt các sóng thứ cấp phát sinh do khúc xạ sóng ở các tầng đất đá dưới sâu, từ đó xác định được phân bố tốc độ truyền sóng và các ranh giới địa chấn, giải đoán ra cấu trúc địa chất và tính chất, trạng thái, thành phần của đất đá.
Phương pháp được sử dụng trong tìm kiếm dầu khí, khảo sát địa chất công trình, địa chất tổng quát, tìm nước ngầm, tìm kiếm khoáng sản,... trên đất liền và trên biển gần bờ. Tại nhiều nước nó là thành phần không thể thiếu để khảo sát công trình xây dựng thủy điện.

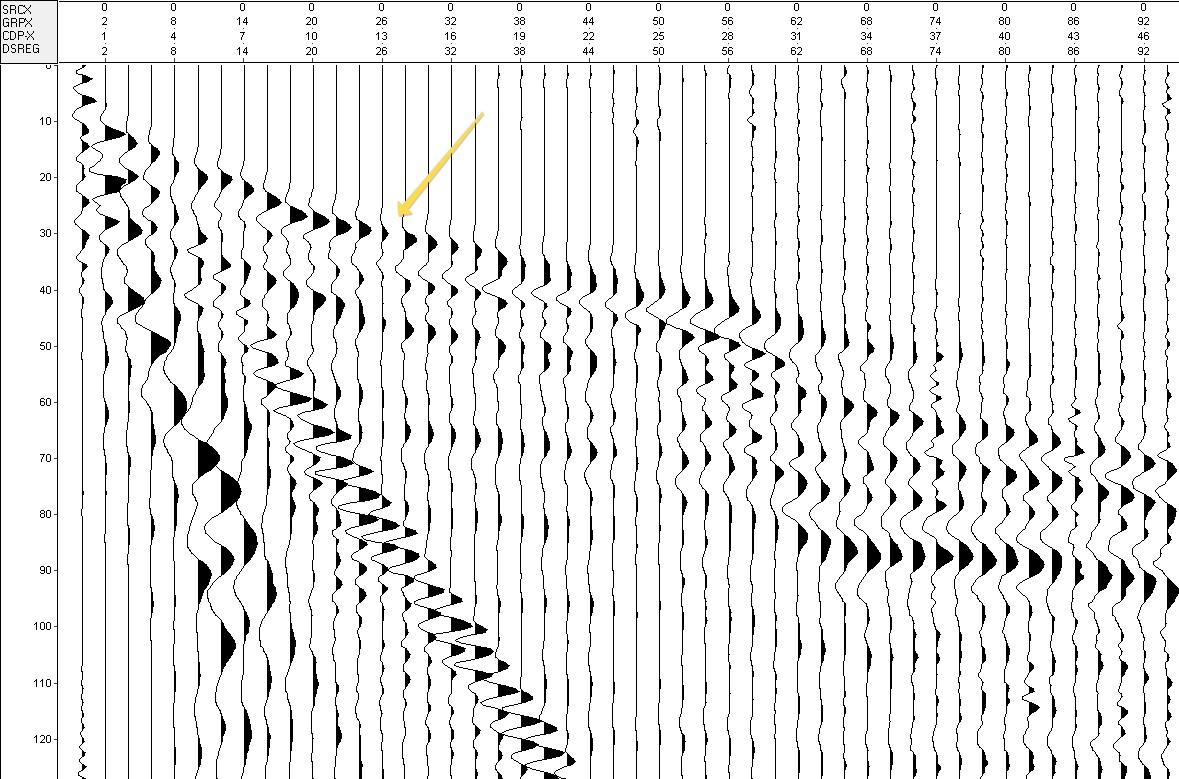
Một băng ghi sóng địa chấn khúc xạ điển hình, với các sóng từ trái sang: Ground roll (tần thấp), sóng âm thanh (tần cao), phản-khúc xạ.

## Lịch sử phương pháp
Địa chấn khúc xạ là phương pháp Địa chấn ra đời đầu tiên, vào năm 1914. Khi xem xét sự lan truyền sóng động đất, người ta thấy nó phản ánh độ sâu của nền móng kết tinh của bể trầm tích chứa dầu khí. Từ đó, việc chuyển sang dùng vụ nổ nhân tạo để kích thích sóng, và hệ lý thuyết phương pháp để phân tích giải đoán tài liệu ra đời.
Đến những năm 1950 thì Địa chấn khúc xạ được sử dụng vào khảo sát địa chất công trình, để xác định độ sâu và tốc độ truyền sóng các lớp đất đá, do tham số này có liên quan chặt chẽ với tham số cơ lý đá. Các tiến bộ kỹ thuật trong chế tạo thiết bị và phần mềm xử lý làm cho phương pháp ngày càng rẻ hơn, có mặt nhiều hơn trong khảo sát địa chất công trình và tìm kiếm khoáng sản. Tuy nhiên trong tìm kiếm dầu khí thì Địa chấn phản xạ đã thế chỗ của nó.

## Lý thuyết cổ điển
Đất đá dưới sâu bị nén và rắn chắc hơn các lớp phủ, nên đa phần có tốc độ truyền sóng cao hơn. Tại những nơi đất đá chia lớp có thành phần hay trạng thái khác hẳn nhau, như bùn đất phủ lên đá núi, trầm tích trẻ phủ lên móng đá kết tinh,... thì tốc độ truyền sóng thay đổi nhảy bậc, từ V1 ở lớp phủ, lên V2 ở lớp dưới, với V2>>V1. Những ranh giới thường gọi là ranh giới rõ hay ranh giới tương phản cao.

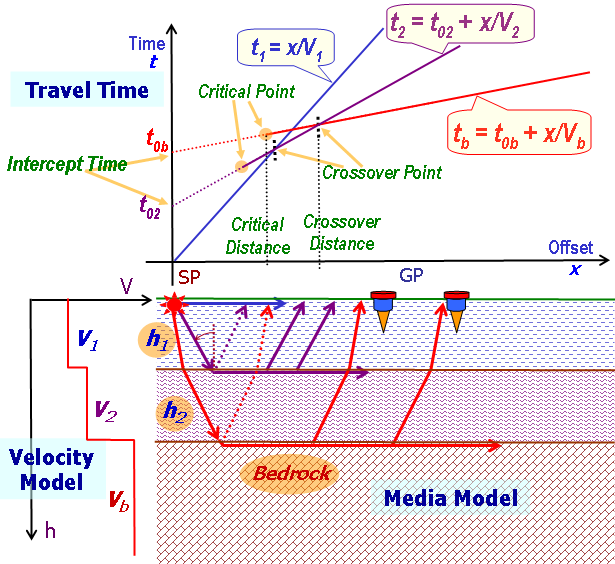
Diễn giải địa chấn khúc xạ với môi trường 3 lớp

Khi phát sóng địa chấn tại điểm nguồn (SP, Source Point), sóng xâm nhập môi trường V2, nó sẽ lan truyền nhanh hơn môi trường V1. Theo Nguyên lý Huygens-Fresnel, các rung động ở môi trường V2 sẽ kích thích rung động ở môi trường V1, tạo ra sóng thứ cấp gọi là sóng đầu (Head Wave), lan truyền lên mặt đất và thu nhận được tại các điểm thu (Geophone Point, GP). Dùng biểu diễn kiểu Tia sóng, thì khi tia tới trong môi trường V1 đạt góc tới hạn {\displaystyle i}, với 
{\displaystyle sin(i)={V_{1}/V_{2}}}
thì tia khúc xạ trong môi trường V2 sẽ chạy dọc ranh giới, gọi là Tia sóng trượt, còn các tia của sóng đầu thì song song với nhau.
Sự song song này dẫn đến biểu đồ sóng (còn gọi là biểu đồ thời khoảng, Travel Time Diagram) có dạng đường thẳng. Ví dụ một mẫu môi trường 3 lớp sẽ cho ra:
- Sóng trực tiếp

{\displaystyle t_{1}={x/V_{1}}}
- Khúc xạ từ lớp thứ hai hay lớp trung gian

{\displaystyle t_{2}=t_{02}+{x/V_{2}}}
- Khúc xạ từ lớp nền (Bed rock)

{\displaystyle t_{b}=t_{0b}+{x/V_{b}}}
Biểu đồ của sóng khúc xạ bắt đầu từ Điểm tới hạn (Critical Point) ở khoảng cách tới hạn (Critical Distance), và cắt trục thời gian tại t0, là thời gian tiếng vang tại điểm nguồn (Intercept Time).
Các biểu đồ giao nhau tại các điểm cắt (Crossover Point) ở khoảng cách lộ sóng (Crossover Distance) tương ứng.
Các biểu thức biều đồ nói trên là cơ sở để tính tốc độ và độ sâu ranh giới trong lớp phủ tại vùng gần SP trong các quan sát khúc xạ và thí nghiệm địa chấn/siêu âm đa kênh ở thành hố khoan/hầm lò.
Việc xác định biểu đồ sóng nói trên thuần túy theo hình học địa chấn, với giả định nguồn sóng có dạng xung Dirac δ tại t=0. Trong thực tế do các phone thu nhận tốc độ và gia tốc dịch chuyển của hạt đất đá, nên tín hiệu sóng bị mất phần tần số thấp, còn sự hấp thụ dao động làm nó mất phần tần số cao, tức là có băng tần hữu hạn. Tín hiệu sóng chứa vài kỳ dao động và được đặc trưng bởi xung sóng w(t) (Wavelet).
Phần lớn trường hợp quan sát thực hiện với sóng dọc P. Trong thí nghiệm địa chấn/siêu âm cần quan sát cả sóng dọc và sóng ngang.

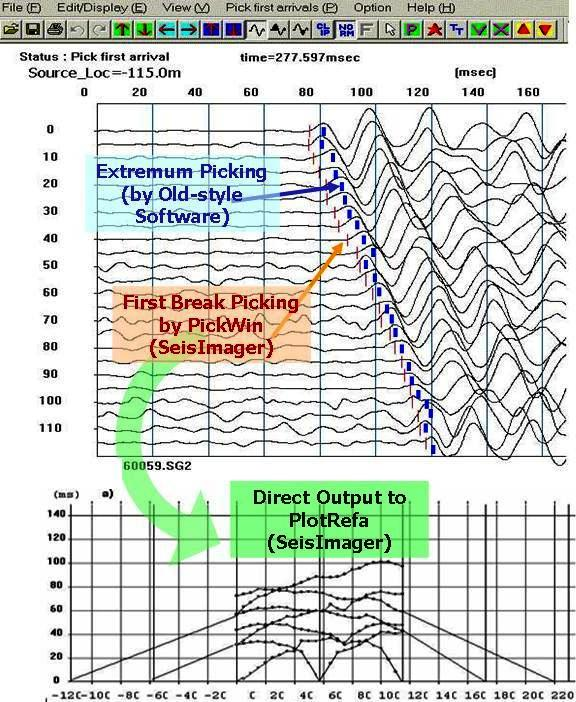
Vạch sóng đầu tiên: Khi băng ghi chất lượng thấp thì PickWin vạch bị lỗi

## Vạch sóng
Các quan sát từ GP được tập hợp thành băng ghi để nhận diện bản chất sóng và thực hiện vạch sóng, nhằm xác định thời gian truyền sóng và lập ra biểu đồ sóng thực tế, phục vụ các phân tích. Sự giao thoa sóng làm cho trong thực tế địa chấn khúc xạ trên mặt đất thường chỉ vạch được các sóng đầu tiên (First Break).
Trước đây thường thực hiện vạch sóng theo cực trị dao động (Extremum Picking), và gọi chúng là trục đồng pha. Thông thường các trục đồng pha theo các cực trị cũng như theo vạch đầu sóng luôn gần song song với nhau. Vì thế sau khi vạch theo pha, thì tìm các kênh hiện rõ đầu sóng sẽ xác định được lượng dịch từ pha về đầu sóng. Nhờ vậy vạch theo cực trị cho phép thu được số liệu tin cậy từ các băng ghi bị nhiễu.
Tuy nhiên các phần mềm hiện đại, như SeisImager, bố trí trình PickWin chỉ hỗ trợ vạch đầu sóng và đặt đòi hỏi băng ghi phải có chất lượng cao, hiện rõ đầu sóng. Nếu chất lượng đo ghi thấp thì sẽ bị lỗi.
Việc vạch sóng ngang đương nhiên phải theo cách vạch cổ điển, theo cực trị và từ đó xác định đầu sóng.

## Phương pháp liên kết sóng khúc xạ
Đo ghi thực hiện theo hệ quan sát thiết kế trước với các SP nằm ở hai phía các GP sao cho sóng của ranh giới quan tâm, thường là mặt nền, lộ ra ở First Break, và tạo ra được các cặp biểu đồ sóng đuổi nhau (Pursuing) và giao nhau (Crossing).
Sự song song của biểu đồ đuổi dẫn đến việc dịch chuyển (Phantom) các biểu đồ này về nối vào biểu đồ của SP nằm ở đầu mút tuyến thành biểu đồ suy rộng. Đây là lý do phương pháp được gọi là Liên kết sóng.
Trước đây hệ quan sát thường nêu theo số SP, ví dụ hệ quan sát 5 điểm nguồn, nêu rõ về số lần đo ghi trên chặng mỗi đo. Trong thăm dò dầu khí hoặc nghiên cứu địa vật lý khu vực, các SP cách nhau cỡ 50 – 200 km, nên việc thi công đoạn tuyến giữa 2 SP kéo dài với nhiều chặng đo. Lúc bắt đầu ứng dụng vào thăm dò mỏ/địa chất công trình, số kênh đo của máy ghi địa chấn chưa nhiều, nên việc dùng diễn đạt “hệ quan sát 5 SP” cho đoạn đo 115m với 24 kênh thu giãn cách 5m đã thành thói quen.
Ngày nay trong thăm dò mỏ/địa chất công trình, khi dùng máy ghi địa chấn có số kênh lớn thì diễn đạt hệ quan sát theo số SP không còn thích hợp. Việc bố trí số SP tùy theo độ sâu cần khảo sát và độ dài của chặng máy, sao cho đảm bảo yêu cầu:
- Có 2 SP chính nằm ở đầu mút. và các SP còn lại với giãn cách cỡ 50 - 70m (tùy theo tình trạng lớp phủ) để cung cấp tốc độ và ranh giới trung gian của lớp phủ.
- Tại mỗi phía của chặng máy có 1 - 2 SP xa, với offset đủ xa để sóng từ mặt nền lộ ra ở sóng đầu tiên, tức là phải lớn hơn Crossover Distance của nó.

### Xử lý phân tích

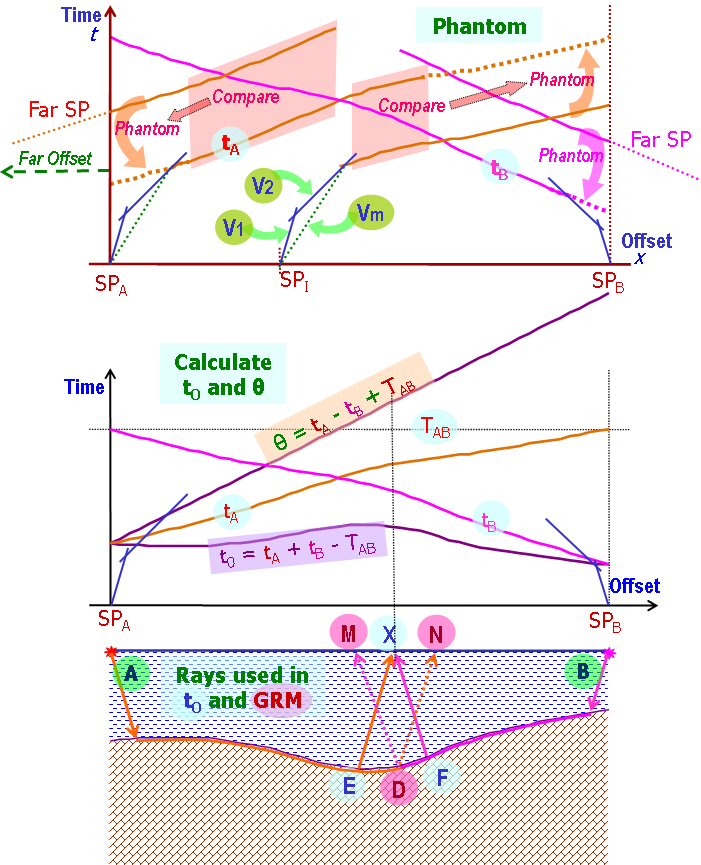
Phân tích địa chấn khúc xạ

Kết quả vạch sóng tập hợp thành biểu đồ sóng, xem xét từng SP để nhận biết có bao nhiêu ranh giới và hiện ra ở đoạn nào. Tính tốc độ V1, V2 và độ sâu các ranh giới trung gian, và tốc độ trung bình của lớp phủ Vm, thường tính bằng điểm cắt (Crossover Point) của sóng nền:
{\displaystyle V_{m}={l_{c} \over t_{c}}}
với lc là offset điểm cắt, tc là thời gian tại đó.
Liên kết thành biểu đồ suy rộng: Xác định các đoạn song song của biểu đồ đuổi của sóng từ mặt nền (Compare) và thực hiện dịch chuyển (Phantom) vào vị trí của SP tại đầu mút tuyến. Kết quả phải thu được biểu đồ đầy đủ tA, tB.
Tính các đường Biểu đồ hiệu 
θ = tA - tB + TAB
(θ theo văn liệu Nga và Việt, Tv theo văn liệu phương tây), và 
t0= tA + tB - TAB,
trong đó TAB là thời gian tương hỗ, tức thời gian truyền từ A đến B hoặc ngược lại.
Tốc độ truyền sóng theo ranh giới nền được tính ở biểu đồ θ, là 
V = 2 Slope[x,θ],
trong đó Slope() là hàm tính độ dốc của MS Excel. Trong thực tế nó chia thành các đoạn có góc dốc khác nhau, và Vb tính riêng cho từng đoạn để gán cho đoạn ranh giới nền. Các đoạn tốc độ thấp thể hiện đất đá ở ranh giới nền bị phá hủy do đứt gãy hoặc phong hóa.
Theo phương pháp {\displaystyle t_{0}} (hay Plus-minus method) ranh giới nền tính theo
{\displaystyle h={V_{m}t_{0} \over 2{\sqrt {1-(V_{m}/V_{b})^{2}}}}}
Về hình học địa chấn, {\displaystyle t_{0}} là tổng thời gian truyền theo 2 tia EX và FX trừ thời gian của đoạn EF.
Thực tế cho thấy phương pháp t0 cho kết quả sai khi mặt nền phân cắt hoặc tốc độ sóng thay đổi nhiều.
Phương pháp Tia sóng tương hỗ tổng quát (Generalized Reciprocal Method, GRM) thực hiện dò tìm các tia DM và DN từ điểm chung D trên ranh giới, bằng cách tính 
{\displaystyle T_{V}={1 \over 2}(t_{M}-t_{N}+T_{AB})}
với các khoảng MN khác nhau. Tìm ra MN optimal khi Tv trơn tru nhất và dáng điệu tiểu tiết của các Tv còn lại đối nhau qua Tv optimal. Tốc độ Vb được tính theo Tv optimal này. Làm tương tự cho 
{\displaystyle T_{G}={1 \over 2}(t_{M}+t_{N}-T_{AB}-{MN \over V_{b}})}
tìm TG optimal để tính độ sâu.

## Địa chấn khúc xạ theo công nghệ Tomography
Trong thực tế khảo sát nông thì môi trường không được đẹp như lý thuyết nói trên. Tốc độ truyền sóng biến đổi lung tung từ chỗ này sang chỗ khác, kể cả trong đá nền, nên các biểu đồ đuổi không song song với nhau, gây khó cho phép xử lý và giải thích tài liệu.
Theo trào lưu giải "mặt cắt ảnh" (Imaging) của các phương pháp địa vật lý vào cuối những năm 1990, cũng như xử lý những tồn tại nói trên, việc nghiên cứu sự truyền sóng với các tia xuyên qua khối đá gốc được đặt ra. Nó dẫn đến việc từ bỏ khái niệm hình thức "tia sóng trượt", và phép giải ngược theo Tomography ra đời, cho ra kết quả xử lý là ảnh phân bố tốc độ truyền sóng, thường được gọi là Ảnh địa chấn (Seismic Imaging).
Phần mềm SeisImager hiện dùng phổ biến ở Việt Nam có menu Tomography. Tuy nhiên nó dựa trên giả định tốc độ truyền sóng tăng theo độ sâu, nên dù đã chia lớp tỷ mỷ và sử dụng phần mềm có bản quyền, kết quả vẫn khó hiện ra các đới phá hủy. Phần mềm mới hơn, như SeisTomo giải quyết được vấn đề phân bố tốc độ tốt hơn, làm hiện ra các đới đảo tốc độ trong vùng có đứt gãy hay phong hóa. SeisTomo cũng cho phép đặt trực tiếp quan sát trong hố khoan vào cơ sở dữ liệu để xử lý đồng thời.

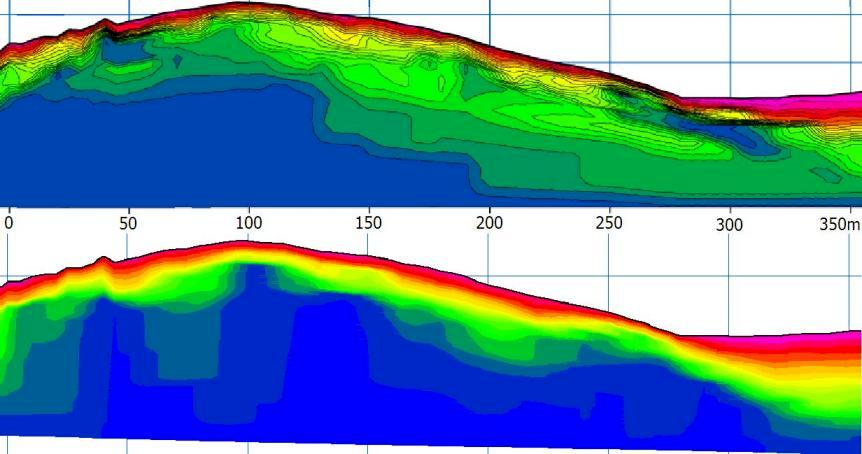
So sánh kết quả giải ngược của SeisTomo (trên) và SeisImager (dưới)

Dẫu vậy cần để ý rằng Tomography giả định tốc độ truyền sóng thay đổi liên tục, nên nó không cho ra độ sâu các ranh giới rõ có tốc độ truyền sóng nhảy bậc. Việc xác định các ranh giới này vẫn phải thực hiện theo phương pháp cổ điển.
Việc thực hiện đo theo công nghệ Tomography cần chú ý:
- Tại mỗi đoạn quan tâm thì SP xa phải đủ xa (tức offset đủ lớn), để tia sóng tương ứng thấm đủ sâu vào lòng đất. Độ sâu thấm ước khoảng 10-20% offset.
- Không thực hiện Phantom để kéo dài biểu đồ sóng.
- Số kênh đo đồng thời phải lớn, cỡ 96 kênh trở lên.

Tiềm năng công nghệ này cho phép khảo sát các hầm qua núi, tránh được sự ngoại suy kết quả từ phần đỉnh núi xuống.